# Hoplismenus krapinensis
Hoplismenus krapinensis là một loài tò vò trong họ Ichneumonidae.